# Lee Davenport

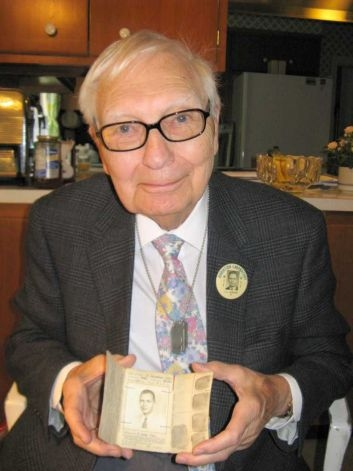
Lee Davenport zeigt seine Identifikationskarte aus dem Zweiten Weltkrieg

Lee L. Davenport (* 31. Dezember 1915 in Schenectady, Bundesstaat New York; † 30. September 2011 in Greenwich, Bundesstaat Connecticut) war ein amerikanischer Physiker. Während des Zweiten Weltkrieges war er Mitglied des MIT Radiation Laboratory und dort verantwortlich für die Entwicklung und den Einsatz des Radarsystems AN/SCR-584.
Lee Losee Davenport wurde am 31. Dezember 1915 in Schenectady im Bundesstaat New York (USA) geboren. Sein Vater Harry war ein Lehrer für Mathematik an einer weiterführenden Schule. Davenport zeigte früh ein Interesse an Elektrotechnik und baute Elektromotoren aus Büroklammern und Kupferdraht.
Im Jahr 1937 erhielt Davenport seinen Bachelor-Abschluss von der Union College, einer privaten Hochschule in Schenectady. Drei Jahre später erhielt er einen Master-Abschluss in Physik von der University of Pittsburgh. In einem postgradualem Studium arbeitete er dort im Alter von 25 Jahren an seiner Doktorarbeit. Während dieser Zeit wurde er in das Radiation Laboratory der Massachusetts Institute of Technology (MIT) berufen und wurde dort verantwortlich für die Entwicklung des Radarprogramm für das AN/SCR-584, einem präzisen automatischen Feuerleitradar, mit dessen Hilfe etwa 85 Prozent der V1-Angriffe auf London abgeschossen wurden.
In seiner Eigenschaft als wissenschaftlicher Mitarbeiter des Radiation Laboratory arbeitete Davenport eng mit den Firmen General Electric, Westinghouse und Bell Laboratories zusammen. So konnten bis Ende des Zweiten Weltkrieges mehr als 3000 Radargeräte von diesem Typ ausgeliefert werden.
Das AN/SCR-584 war technisch hervorragend, aber es erforderte erfahrene Bediener. Davenport erkannte dies auf einer Englandreise als ein mögliches Problem, weil einige der Geschützbedienungen nicht wussten, wie das Radarsystem funktioniert. In einer der Stellungen lasen die amerikanischen Soldaten während des Überfluges einer V1 noch im Bedienungshandbuch. In dem 1996 erschienenen Buch The Invention That Changed the World: How a Small Group of Radar Pioneers Won the Second World War and Launched a Technological Revolution von Robert Buderi veröffentlichte er ein Interview mit Davenport, in welchem er sich erinnerte, dass während dieses Aufenthaltes in England sieben oder acht dieser V1 an der Stellung vorbeiflogen, ohne dass die Besatzung auch nur einen Schuss abgeben konnte.
Davenport war zwei Monate vor der Landung in der Normandie wieder in England um die neununddreißig Hänger mit dem AN/SCR-584 zu überprüfen, die dazu bestimmt waren in der Normandie an Land gebracht zu werden, um dort das Flakfeuer zu steuern. Davenport war einer der wenigen Menschen, die das Datum der geplanten Invasion kannten.
Kurz nach dem Bedinn der Invasion befand sich Davenport wenige Meilen hinter der Front, um dort die Möglichkeiten des AN/SCR-584 zu testen. Er trug dazu Papiere, die ihn als Hauptmann der Fernmeldetruppen auswiesen, falls er in Gefangenschaft geraten würde. Das AN/SCR-584 wurde auch auf dem pazifischen Kriegsschauplatz eingesetzt, um zum Beispiel die Philippinen zurückzuerobern.
Nach dem Krieg vollendete Davenport seine Doktorarbeit im Jahre 1946 an der University of Pittsburgh. Die Dissertation hatte zum Inhalt die Konstruktion einer radargesteuerten Rakete, was praktisch die erste automatische Lenkrakete darstellte. Von 1946 bis 1950 arbeitete er an der Harvard University und leitete dort den Bau des damals zweitgrößten (92-Zoll) Zyklotrons und unterrichtete Physik am Radcliffe College.
Nach Harvard wurde Davenport leitender Ingenieur für die Entwicklung eines Lenkbombensystems für den B-47 Bomber bei der Firma PerkinElmer. Dieses Lenkbombensystem beinhaltete einen Analogrechner. Er wurde Geschäftsführer von Perkin-Elmer, danach Vizepräsident, Direktor und leitender Ingenieur der Firma Sylvania Electric Products. 1962 wurde er zum Präsidenten der General Telephone & Electric Corporation ernannt.
Davenport überlebte einen Flugzeugabsturz am 2. Juli 1963. Er gab daraufhin während eines United States congressional hearing die Empfehlung, zur Erhöhung der Sicherheit der Passagiere in die Flugzeuge Sitzgurte einzubauen.
Davenport war ein Mitglied der American Physical Society und er wurde im Jahr 1973 für seine „Beiträge zur Entwicklung von Radar, Infrarot-analytische Instrumentierung und Führung in der Entwicklung der Kommunikationstechnologie“ in die National Academy of Engineering gewählt.